# Karin Huttary
Karin Huttary (Innsbruck, 23 de mayo de 1977) es una deportista austríaca que compitió en esquí acrobático, especialista en la prueba de campo a través.
Ganó dos medallas en el Campeonato Mundial de Esquí Acrobático, oro en 2005 y plata en 2009. Participó en los Juegos Olímpicos de Vancouver 2010, ocupando el cuarto lugar en su especialidad.

## Medallero internacional
| Campeonato Mundial | Campeonato Mundial | Campeonato Mundial | Campeonato Mundial |
| Año                | Lugar              | Medalla            | Competición        |
| ------------------ | ------------------ | ------------------ | ------------------ |
| 2005               | Ruka (Finlandia)   | Medalla de oro     | Campo a través     |
| 2009               | Inawashiro (Japón) | Medalla de plata   | Campo a través     |